# Gaspare Capone
Gaspare Capone (Napoli, 11 aprile 1767 – Napoli, 6 gennaio 1849) è stato un giurista italiano del Regno delle Due Sicilie.

## Biografia
Nacque nel 1767 a Napoli da una nota famiglia di giuristi.
Dopo studi umanistici e filosofici, intraprese gli studi di giurisprudenza, seguendo privatamente i corsi di Carmine Fimiani.
Iniziò la professione di avvocato riscuotendo un certo successo e alcune cariche pubbliche. Divenne parte della commissione per l'elaborazione del nuovo codice civile, inaugurata nel 1814. Quale esperto di storia del diritto feudale sostenne varie cause complesse, divenendo molto ricco; fu avvocato della Real Corona e di varie ambasciate. Fu uno dei 24 membri della Consulta generale del Regno, istituita nel 1824.
La sua opera principale è il Discorso sopra la storia delle leggi patrie (1826), più volte ristampata.
Morì nel 1849 a Napoli.

## Opere
- Discorso sopra la storia delle leggi patrie, Napoli, Real tipografia, 1826.
  -  Discorso sopra la storia delle leggi patrie, vol. 1, 3ª ed., Napoli, Argenio, 1854.
  -  Discorso sopra la storia delle leggi patrie, vol. 2, 3ª ed., Napoli, Argenio, 1854.